# 增基
增基（日语：／ Sōgi，？—？）是日本平安時代僧人和歌人，為中古三十六歌仙之一，與藤原朝忠和源雅信（或源重信）有深交。
根據《和歌文學大辭典》記載，增基推測生於朱雀天皇時期，在一條天皇時仍然在世，其子是仁和寺觀音院的僧人聖源。與增基同名的僧人有一首作品收錄於《後撰和歌集》（新編國歌大觀編號453），此人是延曆寺的僧人，為宇多院的殿上法師，根據《大和物語》122段記載，他與藤原忠房之子藤原千兼之妻承香殿俊子曾經在志賀寺相贈和歌，他在122段和123段均以增喜之名登場。然而，學界對於增基是否同一人存在分歧:97-98。

## 生平
今井源衛認為增基只有一人，並且推測其是延喜（901年至923年）或延長年間（923年至930年）時的人，阿部俊子也指出由於增基的家集《增基法師集》推測成立於長德至長保年間（995年至1004年），因此以延長年間計算的話，增基至少有80歲，並且稱增基並非同一人的唯一根據是《後拾遺和歌集》在序文中聲明不會從《古今和歌集》或《後撰和歌集》歌人的家集中採錄和歌，同時認為《後撰和歌集》入選作的歌風與《增基法師集》的作品接近。
相對地，由於《增基法師集》中有兩首作品收錄於能因的《玄玄集》（新編國歌大觀編號127和128），因此藤原清輔早在《袋草紙》便指出有可疑，不僅是基於《玄玄集》的序文稱僅收錄永延至寬德年間（987年至1046年）的作品，而且《後撰和歌集》的入選作也沒有收錄於家集內，西下經一也呼應此說法，主張並非同一人。岡一男同樣指出《後撰和歌集》的增基是延長年間的人，並且主張《後拾遺和歌集》的增基是天曆年間以前至正曆年間以後（947年至995年）的人。此外，玉井幸助則基於《玄玄集》稱增基是永延至永承年間（987年至1053年）的人，不過遭到增淵勝一質疑。

## 和歌
| 敕撰和歌集           | 新編國歌大觀編號                                                |
| -------------------- | --------------------------------------------------------------- |
| （後撰和歌集）       | 453                                                             |
| 後拾遺和歌集         | 186、392、464、508、512、730、768、1020、1068、1076、1174、1207 |
| 金葉和歌集（三奏本） | 288、433                                                        |
| 詞花和歌集           | 51、353、365                                                    |
| 新古今和歌集         | 1517、1983                                                      |
| 玉葉和歌集           | 1211、1930、2508、2544、2754、2785                              |
| 續後拾遺和歌集       | 1239                                                            |
| 風雅和歌集           | 787                                                             |
| 新千載和歌集         | 1833                                                            |
| 新拾遺和歌集         | 466                                                             |
| 新續古今和歌集       | 929                                                             |

| 後拾遺和歌集版本 | 後六六撰版本 | 雲南人民出版社譯本                       |
| ---------------- | ------------ | ---------------------------------------- |
|                  |              | 皈依願 時時嚮往 四方山 心馳神往 身亦跟上 |

這首和歌收錄於《後拾遺和歌集》卷第十七「雜三」，新編國歌大觀編號是1020，詞書是「出家修行之日，詠之書於右近衛府馬場柱上」（す行にいでたちける日よみて右近のむまばのはしらにかきつけはべりける），為增基表明其決意出家時的作品。右近衛府的馬場位於京都北部北野天滿宮東南面，用例見於《古今和歌集》卷第十一「戀歌一」內在原業平作品的詞書（新編國歌大觀編號476）以及《伊勢物語》99段:329。
首句的意思是動不動，為副詞。第二句的意思是四面八方的山邊，《後六六撰》則寫作。第三句至第五句的意思是隨身心所欲，其中的用例見於《古今和歌集》卷第二「春歌下」內素性的作品（新編國歌大觀編號96），為格助詞，則是副助詞:329:171-172。此歌也收錄於《古來風體抄》。
| 後拾遺和歌集版本 | 後六六撰版本 | 雲南人民出版社譯本                       |
| ---------------- | ------------ | ---------------------------------------- |
|                  |              | 白頭鳥 現身河畔 太子丹 時已到矣 我之還鄉 |

這首和歌收錄於《後拾遺和歌集》卷第十八「雜四」，新編國歌大觀編號是1076，詞書是「熊野參詣，眾人少歇時，神意降賜，音無川畔，白頭鳥現」（くまのにまゐりてあすいでなんとしはべりけるに人人しばしはさぶらひなむや神もゆるしたまはじなどいひはべりけるほどに、おとなしのかはのほとりにかしらしろきからすのはべりければよめる），《增基法師集》的詞書是，為增基參拜熊野三山時的作品。音無川是紀伊國的歌枕:346-347，為熊野川的支流，位於和歌山縣田邊市。
首句至第三句意思是山烏的頭也變白了，山烏是大嘴烏鴉和禿鼻烏鴉的別稱，山烏的頭變白推測為白化症。第四句至末句的意思是是時候回鄉了。整首和歌以《藝文類聚》和《燕丹子》中太子丹的事蹟為背景，當時燕國的太子丹是秦國的人質，秦始皇揚言如果烏鴉的頭變白，馬也長出角的話便讓太子丹回到燕國，由於這些事情出人意料地一一發生，最終不得已讓其回到燕國，此事蹟也見於《平家物語》五「咸陽宮」:346-347。此歌也收錄於《和歌童蒙抄》、《奧儀抄》、《和歌色葉》和《寶物集》。

## 家集
增基的家集是《增基法師集》，又稱為《庵主日記》、《廬主集》、《庵主》或《廬主》（いほぬし），分為三個部分，分別是卷頭的熊野紀行、卷中的雜纂以及卷末的遠江之日記，為繼承《土佐日記》的男性假名日記和紀行，《和歌大辭典》雖然推測現在的形態是由其他人在長德年間（995年至999年）以後編撰而成，但是熊野紀行的部分則為增基自行編撰，《平安時代史事典》則推測是由增基編撰於長保至寬弘年間（999年至1011年），成立時期橫跨10世紀至11世紀的原因是熊野紀行末段提到的「京極之院」的定義存在多種說法，包括源雅信和源重信的堤第、藤原兼家的法興院以至藤原道長的土御門殿。
熊野紀行描述增基在某年冬天途經石清水八幡宮和住吉大社後前往熊野參拜，並且從伊勢路返回京都，《庵主》或《廬主》（いほぬし）的稱呼即來自增基在熊野紀行中的自稱。有意隱世的增基獨自一人在旅途中造訪歌枕和寺社，並且以途中的風物為題，詠作無常，與能因、西行等漂泊詩人一脈相乘，此部分收錄有30首和歌，詞書較長。雜纂收錄有43首和歌，遠江之日記則描述增基從京都耗時三個月前往濱名時的點滴，收錄有50首和歌，詞書較短，旅途時正值春夏，歌風也顯得較為淡泊。
家集分為三個系統，分別是群書類從本系、宮內廳書陵部藏本（書架編號150・564）本系以及扶桑拾葉集本系，彼此的詞書以及和歌也大同小異，各種版本均缺失第51首的第三句和第67首的第四句和末句，推測均源於群書類從本系亞相為氏筆本。收錄和歌總數是123首，其中114首是增基的作品，第12首、第16首、第45首、第49首、第51首、第60首、第71首、第111首和第119首是其他人的作品，家集也收錄有24首敕撰歌，未有收錄的敕撰歌則是後拾遺和歌集392、1020以及詞花和歌集51。
群書類從本收錄有123首和歌，奧書是「右庵主（廬主）一卷以亞相為氏卿真蹟書寫扶桑拾葉集及一本校合畢」，相對於宮內廳書陵部藏本（書架編號150・564）本系缺少第108首的下半句至第109首的上半句以及扶桑拾葉集本系缺少的整個雜纂部分，群書類從本均有收錄，為各系統中最為完整的版本，宮內廳書陵部藏仲田顯忠筆本（書架編號黑・132）則推測為群書類從本的轉寫本。扶桑拾葉集本系的完整版本有川瀨一馬藏本，為長8寸8分（約0.27），寬6寸3分（約0.19）的袋綴，料紙是混入有少量楮紙的薄雁皮紙，封面是塗有柿澀的楮紙，左上和中央部分均寫有，18頁著墨，每半面十一行以漢字假名混寫文書寫，推測書寫慶長至寬永年間（1596年至1644年）。
宮內廳書陵部藏本（書架編號150・564）本，又稱為桂宮本，為長23.3厘米，寬17厘米的列帖裝，書寫於江戶時代初期，封面是鳥之子雲紙，外題出自靈元天皇手筆，一面十行，和歌兩行書寫。此版本源於冷泉家時雨亭文庫藏資經本，資經本是長23厘米，寬14厘米的綴葉裝，料紙是布紋白色楮紙，封面左上寫有「增基」和「增基法師廬主」，右下則寫有「●一見了」，32頁著墨，一面十行，和歌一首兩行，詞書隔兩個空格，卷末有勘物以及「永仁十二廿書了 資經（花押）」的奧書，反映此版本由資經書寫於永仁元年12月20日（1294年1月17日）。冷泉家時雨亭文庫藏承空本則被認為是書陵部藏本系祖本的正文，長14.1厘米，寬19厘米，封面和封底均後補於江戶時代，封面中央寫有「增基法師集」的外題，其右下寫有「端本」的細字，為僅收錄至第82首的詞書的一部分的殘缺本，一面十五至十九行，和歌一首分上下句兩行書寫，下半句再隔一個空格書寫。
| 版本                                          | 翻刻本                                | 影印版                           | 微縮膠片 |
| --------------------------------------------- | ------------------------------------- | -------------------------------- | -------- |
| 群書類從本                                    | 新編國歌大觀 私家集編Ⅰ 庵主本文及索引 | —                                | —        |
| 宮內廳書陵部藏仲田顯忠筆本（書架編號黑・132） | —                                     | —                                | [ 25 ]   |
| 宮內廳書陵部藏本（書架編號150・564）          | 私家集大成 中古Ⅰ                      | —                                | [ 26 ]   |
| 冷泉家時雨亭文庫藏資經本                      | 新編私家集大成                        | 冷泉家時雨亭叢書 資經本私家集 二 | —        |
| 冷泉家時雨亭文庫藏承空本                      | —                                     | 冷泉家時雨亭叢書 承空本私家集 上 | —        |
| 川瀨一馬藏本                                  | —                                     | 青山學院女子短期大學紀要26號     | —        |

## 註解
1. 1 2  金葉433和詞花365為重複收錄[4]。
2. ↑  詞書是指寫在和歌前的一些語句，用於說明該和歌的主題或寫作動機等等[11]。
3. ↑  版本是早稻田大學圖書館本（書架編號4・488・411卷三百二十七[5]:2）。
4. ↑  僅一部分，分別是熊野紀行和遠江之日記的卷首和卷末[23]。

## 外部連結
- . kotobank （日语）.
- . 國書數據庫（日语：国文学研究資料館） （日语）.